# Horst von Mellenthin
Horst von Mellenthin (* 31. Juli 1898 in Hannover; † 8. Januar 1977 in Wiesbaden) war ein deutscher General der Artillerie, Angehöriger der Organisation Gehlen und des Bundesnachrichtendienstes (BND).

## Leben
Er entstammte der alten neumärkisch-pommerschen Adelsfamilie von Mellenthin und war der Sohn des Offiziers Paul von Mellenthin (1866–1918). Sein jüngerer Bruder war der spätere Generalmajor Friedrich Wilhelm von Mellenthin.
Nach dem Besuch der Kadettenanstalten in Potsdam und Groß-Lichterfelde, die er als Bester seines Jahrgangs abschloss, trat er während des Ersten Weltkriegs am 20. Januar 1915 als Fähnrich in das Feldartillerie-Regiment „von Peucker“ (1. Schlesisches) Nr. 6 der Preußischen Armee in Breslau ein. Am 18. Juni 1915, mit 16 Jahren, wurde er dort zum Leutnant (Patent 19. Dezember 1915) befördert und war an der Westfront im Truppen- und Stabsdienst tätig. Noch im selben Jahr erhielt er das Eiserne Kreuz II. Klasse und im Mai 1917 die I. Klasse. Am Ende des Krieges war er Artillerie-Nachrichten-Offizier beim Generalkommando auf dem Balkan.
Mellenthin wurde 1921 in die Reichswehr übernommen und 1925 zum Oberleutnant befördert. Später absolvierte er die Führergehilfenausbildung. Mit diesen Lehrgängen umging die Reichswehrführung die im Versailler Vertrag festgelegte Schließung der Kriegsakademie und ermöglichte Offizieren damit eine Generalstabsausbildung. Seit 1932 Hauptmann wurde er 1933 zum Adjutanten des Chefs der Heeresleitung ernannt und diente dabei unter anderem Kurt von Hammerstein und Werner von Fritsch. Als Adjutant Hammersteins fertigte Mellenthin eine Mitschrift von Adolf Hitlers Rede vor den Spitzen der Reichswehr am 3. Februar 1933 an (vgl. Liebmann-Aufzeichnung), die dem Historiker Andreas Wirsching zufolge einen „hohen Quellenwert“ hat.
Im Juli 1937 übernahm er, ab April 1936 Major, die Leitung der Attachégruppe, der 3. Abteilung beim Oberquartiermeister IV im Generalstab des Heeres in Berlin unterstellt. Seine Aufgabe war vor allem, die Koordination mit den Stäben der Verbündeten, aber auch zu den neutralen Staaten zu unterhalten. Am 1. August 1939 wurde er zum Oberstleutnant und blieb im OKH bis Oktober 1940. Anschließend übernahm er kurz das Artillerie-Regiment 677. Anschließend wurde er wieder Leiter der Attachégruppe und wurde in dieser Position am 1. März 1941 zum Oberst befördert. Am 1. Mai 1943 erhielt Mellenthin ein Frontkommando und wurde Kommandeur des Grenadier-Regiments 67 bei der 23. Infanterie-Division. Kurzzeitig übernahm er vom 15. Juli 1943 bis 7. August 1943 für Generalmajor Friedrich von Schellwitz die Führung der 23. Infanterie-Division und dann erneut vom 20. August bis 1. September 1943. Anschließend folgte bis Oktober 1943 das Kommando über die in der Umgliederung befindlichen 93. Infanterie-Division. Bereits im Dezember des gleichen Jahres übernahm er mit der Ernennung zum Generalmajor als Kommandeur die 205. Infanterie-Division. Er bewährte sich als Truppenführer und erhielt für seine Leistungen am 25. März 1944 das Deutsche Kreuz in Gold und am 10. Oktober 1944 das Ritterkreuz des Eisernen Kreuzes. Außerdem wurde er am 1. Juli 1944 zum Generalleutnant befördert sowie am 20. September und am 27. Dezember 1944 im Wehrmachtbericht erwähnt. Ende Oktober 1944 gab er, bevor die Division im Kurland-Kessel kämpfte, das Kommando ab.
Er übernahm bis 20. Dezember 1944 die stellvertretende Führung des XVI. Armeekorps. Anschließend wurde Mellenthin in die Führerreserve versetzt. Vom 9. Januar 1945 bis 15. März 1945 war er Führer des XXXVIII. Panzerkorps. Am 16. März 1945 wurde Mellenthin zum General der Artillerie befördert und wurde zeitgleich für 4 Tage Kommandierender General des XI. Armee-Korps in Oberschlesien. Er wurde Kommandierender General des VIII. Armee-Korps, mit dem er die Pässe des Riesengebirges sicherte. Am 4. April 1945 wurde er mit dem Eichenlaub zum Ritterkreuz des Eisernen Kreuzes ausgezeichnet. Er kapitulierte mit seinen Einheiten vor den Amerikanern und bewahrte sie so vor der sowjetischen Kriegsgefangenschaft.
Nach seiner Entlassung aus amerikanischer Kriegsgefangenschaft war Mellenthin seit 1948 in der Organisation Gehlen tätig, wo er den Dienstnamen „Merker“ führte. Im November 1948 war er Leiter des Referats für Presseauswertung und wurde zum 1. April 1949 Leiter der Dienststelle mit dem Tarnchiffre „35“, zuständig für die sogenannten „Sonderverbindungen“. Sie unterstand Reinhard Gehlen, der von Mellenthin seit „Leutnantsjahren“ kannte, persönlich und war in München separat untergebracht. Ende Oktober 1951 ernannte ihn Reinhard Gehlen zu seinem Stellvertreter, wurde aber bereits Anfang 1954 wieder von diesen Posten abberufen, behielt in aber nominell noch bis Ende 1955 und war in dieser Zeit vor allem für Ausbildungsfragen zuständig. 1956 wurde von Mellenthin in den BND übernommen und ging als dessen erster offizieller Resident nach Washington, D.C. Im Februar 1958 wird der Vorschlag für die Ernennung Mellenthins zum Direktor im Bundesnachrichtendienst durch das Bundeskabinett gebilligt.
Horst von Mellenthin starb am 8. Januar 1977, 78-jährig, in Wiesbaden. Er erhielt ein Begräbnis mit militärischen Ehren.